# Edinanci Silvaová
Edinanci Fernandes da Silva, (* 23. srpna 1976 Sousa, Brazílie) je bývalá reprezentantka Brazílie v judu.

## Sportovní kariéra
Judu a sportu celkově se začala věnovat v 15 letech v Souse (Paraíba) na doporučení psychologa po problémech se zánětem vnitřního ucha a s ním spojených závratí (labyrinthitis). v 17 letech se přesunula do Guarulhosu ve 20 až do konce své sportovní kariéry trénovala v São Caetanu (São Paulo).
Její sportovní úspěchy a popularita byla však tvrdě zaplacena neustálým obviňováním ze strany soupeřek a médií ohledně své sexuality. Před olympijskými hrami v Atlantě v roce 1996 musela dokonce lékařskými posudky dokazovat, že je ženou. Na olympijských hrách v Atlantě skončila nakonec na 7. místě. Na přelomy tisíciletí jí trápila vážná zranění. Na olympijské hry v Sydney v roce 2000 dokonce odjížděla s natrženými vazi v koleni a zopakovala výsledek z před čtyř let. Operaci kolene se podrobila v roce 2001 a v plné síle se vrátila v roce 2003.
V roce 2004 startovala na olympijských hrách v Athénách, ale nevyladila optimálně formu a skončila opět na 7. místě. Při své čtvrté účasti na olympijských hrách v Pekingu v roce 2008 se dostala do boje o bronzovou olympijskou medaili, ale nechala se ve druhé minutě chytit do osae-kom a skončila na 5. místě. Po olympijských hrách v Pekingu jí v reprezentaci nahradila Mayra Aguiarová. Sportovní kariéru ukončila až hluboko po třicítce.

## Výsledky

### Váhové kategorie
| Turnaj                  | 1996           | 1997           | 1998           | 1999           | 2000           | 2001           | 2002           | 2003           | 2004           | 2005           | 2006           | 2007           | 2008           |
| Turnaj                  | 20             | 21             | 22             | 23             | 24             | 25             | 26             | 27             | 28             | 29             | 30             | 31             | 32             |
| Turnaj                  | polotěžká váha | polotěžká váha | polotěžká váha | polotěžká váha | polotěžká váha | polotěžká váha | polotěžká váha | polotěžká váha | polotěžká váha | polotěžká váha | polotěžká váha | polotěžká váha | polotěžká váha |
| ----------------------- | -------------- | -------------- | -------------- | -------------- | -------------- | -------------- | -------------- | -------------- | -------------- | -------------- | -------------- | -------------- | -------------- |
| Olympijské hry          | 7.             |                |                |                | 7.             |                |                |                | 7.             |                |                |                | 5.             |
| Mistrovství světa       |                | 3.             |                | —              |                | úč.            |                | 3.             |                | —              |                | 7.             |                |
| Panamerické hry         |                |                |                | 3.             |                |                |                | 1.             |                |                |                | 1.             |                |
| Panamerické mistrovství | —              | 3.             | —              | —              | —              | —              | —              | 1.             | 1.             | —              | 1.             | 1.             | 2.             |

### Bez rozdílu vah
| Turnaj            | 1996 | 1997 | 1998 | 1999 | 2000 | 2001 | 2002 | 2003 | 2004 | 2005 | 2006 | 2007 | 2008 |
| Turnaj            | 20   | 21   | 22   | 23   | 24   | 25   | 26   | 27   | 28   | 29   | 30   | 31   | 32   |
| ----------------- | ---- | ---- | ---- | ---- | ---- | ---- | ---- | ---- | ---- | ---- | ---- | ---- | ---- |
| Mistrovství světa |      | úč.  |      | —    |      | —    |      | úč.  |      | —    |      | —    |      |